# 奇雲·東拿
奇雲·東拿（英語：Kevin Stephen Toner，1996年7月18日—）是愛爾蘭的職業足球運動員，司職後衛，現由英格蘭足球冠軍聯賽阿士東維拉租借至英格蘭足球甲級聯賽華素爾。

## 外部連結
- 足球数据库：奇雲·東拿的球员统计数据